# Alphonse-Denis de Loynes
Pour les articles homonymes, voir De Loynes.
Alphonse-Denis de Loynes est un haut fonctionnaire et une personnalité politique française de la Monarchie de Juillet né le 22 mai 1803 à Paris et mort le 28 avril 1876 à Paris.
Il occupe successivement les postes de sous-préfet, conseiller général et député.

## Biographie
Alphonse-Denis de Loynes est le fils de Charles François de Loynes, décoré de l'ordre du Lys et de l’ordre de la Fidélité par le comte d’Artois, et de Geneviève Céline Poan de Villiers.
Il devient maire de Valence-en-Brie en 1825 et capitaine de la Garde nationale, membre du Conseil d’arrondissement de Melun en 1833.
Il occupe des postes de conseiller général et de sous-préfet de l'arrondissement de Pithiviers sous Louis-Philippe.
Il est nommé chevalier de la Légion d'honneur le 1er décembre 1838.
Alphonse-Denis de Loynes est élu lors des élections législatives de 1839, le 2 mars 1839, député du premier collège du département du Loiret, comme candidat de l'opposition modérée par 267 voix sur 475 votants. Ayant quitté ses fonctions administratives moins de six mois auparavant, cette élection est invalidée. Une nouvelle élection est organisée et il est finalement élu le 11 mai 1839 par 240 voix sur 444 votants contre 96 à Hippolyte Lejeune de Bellecour et 57 à Dumesnil. Successivement réélu, le 9 juillet 1842 par 311 voix sur 466 votants et 547 inscrits, contre 99 à Lejeune de Bellecour, et, le 1er août 1846 par 257 voix sur 505 votants et 551 inscrits contre 181 à Pluix et 67 au comte de Gervillier, il ne tarde pas, quoique élu d'abord comme candidat des gauches, à devenir un proche de la majorité ministérielle.
Il vote en effet pour l'indemnité Pritchard, contre la proposition relative aux députés fonctionnaires, et combat la proposition sur les annonces judiciaires et celle d'Odilon Barrot destinée à mettre un frein à la corruption électorale. La Révolution française de 1848 marque la fin de sa carrière politique.
Il est conseiller référendaire honoraire à la cour des comptes et membre de la Commission de colonisation de l'Algérie.
Il meurt à l'âge de 72 ans le 28 avril 1876 à Paris. Ses obsèques sont célébrées le 2 mai 1876 à l'église Saint-Philippe-du-Roule dans le huitième arrondissement de Paris.
Alphonse-Denis de Loynes a épousé en secondes noces la fille du politicien français Alexandre Charles Nicolas Amé de Saint-Didier et eut deux fils (dont l'époux de la comtesse de Loynes).

## Sources
- « Alphonse-Denis de Loynes », dans Adolphe Robert et Gaston Cougny, Dictionnaire des parlementaires français, Edgar Bourloton, 1889-1891 [détail de l’édition]
- Guy Saupin, « L’esprit d’entreprise dans le négoce nantais au xviiie siècle : l’exemple des De Luynes », in: Guy Saupin et Jean-Luc Sarrazin (dir.), Économie et société dans la France de l'Ouest Atlantique, Presses universitaires de Rennes, 2016
- Généalogie de la famille de Loynes, seigneurs du Morier, de La Motte, de Maison-Villiers, d'Orès, de Genouilly, des Berceaux,... etc, Herluison, Orléans, 1895